# Corps Rhenania Straßburg
Corps Rhenania Straßburg est une association étudiante qui appartient à l'Association du Convent des anciens de Kösen depuis sa création en 1872 jusqu'en 1971. Le corps porte les couleurs et est combattante jusqu'en 1971.

## Couleur
La Rhenania porte les couleurs (de) bleu clair, argent et rouge brique empruntées aux armoiries de Strasbourg avec des percussions argentées et une casquette bleu clair. Le ruban de renard est bleu clair-argenté. Les membres de la Rhenania Straßburg sont aussi appelés Silberrhenanen (en jargon « Straßenrhenanen »).

## Histoire
Avec l'aide des Franconiens de Munich (de), des Souabes de Tübingen (de), des Prussiens de Breslau (de) et des Rhénans de Wurtzbourg, la Rhenania est fondée à la nouvelle université du Reich, plus tard l'université Empereur-Guillaume, le 1er mai 1872. Six ans plus tard, en 1878, c'est lui qui préside le corps de faubourg (de) et nomme Karl Lorenz président du Congrès de Kösen. Le 2 mai 1903, la maison du corps de la Lessingstraße, construite selon les plans de l'architecte Otto Back, est inaugurée. C'est la plus ancienne maison de corps de Strasbourg. La construction est rendue possible, entre autres, par la fondation de la propriété par l'éditeur Josef Neven DuMont (de), qui est l'ancien du corps. Comme toutes les associations étudiantes expulsées de Strasbourg avant le traité de paix de Versailles, la Rhenania est accréditée à l'université Philippe de Marbourg depuis le 24 mai 1919. Il se trouve aux côtés de Palatia (de), Suevia et Palaio-Alsatia (de) (susp.) dans la représentation strasbourgeoise jamais dissoute. La Rhenanenhaus, située 19 rue Erckmann Chatrian à Strasbourg, doit laisser place à un nouvel immeuble d'habitation en 1973.
Rhenania Straßburg ainsi que Suevia München (de), Borussia Halle, Suevia Tübingen (de) et Vandalia Heidelberg (de) refusent en 1934 de se conformer au paragraphe aryen et de licencier les frères de corps juifs . En 1935, Rhenania refusa de restituer le groupe de Gustav Simon (de) et profite de sa demande pour se dissoudre.
Le 9 mars 1970, la Rhenania dépose la demande oKC au nom de Bremensia et Suevia Tübingen (de) d'abandonner la mensur en tant que principe d'association du KSCV. Après que la demande a été préalablement rejetée par les convents supérieurs, les convents de garçons des trois corps quittent le KSCV le 20 avril 1971. Les Rhénans actifs, formellement à droite, l'emportent, mais détruisent le corps très respecté. Contrairement aux autres corps partis, les anciens dirigeants se divisent en deux groupes, dont l'un appartient toujours à la VAC (de). Quelques années plus tard, la Rhenania Straßburg doit se suspendre. Le corps n'apparaît plus depuis. Une reconstitution n'est jamais préparée. La maison du corps située au Weinberg 13 à Marbourg est utilisée par l'Institut allemand d'études sur les aveugles (de). Une plaque commémorative commémore son utilisation de 1927 à 1976

## Relations
La Rhenania appartient au cercle vert du KSCV. Toutes les relations sont conclues peu de temps après la fondation :
- Franconia München (de) (1872)
- Suevia Tübingen (de) (1872)
- Borussia Breslau (de) (1872)
- Rhenania Würzburg  (1872)
- Bremensia (1872)
- Franconia Jena (de) (1873)
- Vandalia Heidelberg (de) (1873)
- Teutonia Gießen (de) (1874–1970)
- Hansea Bonn (1874)
- Tigurinia (I) Zürich (de) (1875)
- Hasso-Borussia (1876)

## Membres notables
| Nom                               | Dates      | Profession | Image             |
| --------------------------------- | ---------- | --- | ----------------- |
| Viktor Albrecht                   | 1859–1930  | General der Infanterie, récipiendaire de l'ordre Pour le Mérite | Viktor Albrecht   |
| Bernhard Averbeck (de)            | 1874–1930  | Industriel et responsable d'association dans l'industrie du ciment | Bernhard Averbeck |
| Friedrich Beneke (de)             | 1853–1901  | Philologue classique, professeur de lycée à Oldenbourg, Bochum et Hamm |                   |
| Louis-Paul Betz (de)              | 1861–1904  | premier professeur de littérature comparée à l'université de Zurich |                   |
| Alwin Bielefeldt (de)             | 1857–1942  | Fonctionnaire ministériel à l'Office des assurances du Reich et pionnier des jardins familiaux                                                                                | Alwin Bielefeldt  |
| Paul Bostetter (de)               | 1878–1960  | Directeur de l'arrondissement de Thionville-Ouest, vice-président du gouvernement de Stettin                                                                                  |                   |
| Erich Brodmann (de)               | 1855–1940  | Juge à la Cour impériale |                   |
| Ludwig Burchhard (de)             | 1853–1892  | Administrateur de l'arrondissement de Schrimm |                   |
| Jost-Dietrich Busch (de)          | 1935–2023  | Conseiller ministériel à Kiel, chercheur sur Kant |                   |
| Carl Caro (de)                    | 1850–1884  | Écrivain | Carl Caro um 1882 |
| Wilhelm Dall (de)                 | 1850–1925  | Directeur de l'arrondissement de Ribeauvillé (de), commissaire de police à Strasbourg                                                                                         |                   |
| Peter Dettweiler (de)             | 1856–1907  | Philologue classique |                   |
| Georg Deycke (de)                 | 1865–1938  | Interniste et chercheur sur la tuberculose |                   |
| Rudolf Diels                      | 1900–1957  | après la prise de pouvoir par les nationaux-socialistes, chef de la police politique prussienne, président du district de Cologne                                             | Rudolf Diels      |
| Gottfried Dierig (de)             | 1889–1945  | Industriel, président de la Fédération de l'industrie allemande |                   |
| Friedrich Dombois (de)            | 1860–1931  | Administrateurs des arrondissements de Prüm et Guben (de), président du Sénat à la Cour administrative supérieure de Prusse                                                   |                   |
| Wolfgang von Drigalski (de)       | 1907–1943  | Médecin interne à Halle |                   |
| Heinz Fröbel (de)                 | 1921–2018  | Président du district de Cassel |                   |
| Heinrich Gundlach (de)            | 1908–1998  | Administrateur de l'arrondissement de Königshofen im Grabfeld (de) |                   |
| Carl von Halfern                  | 1873–1937  | Haut président de la province de Poméranie |                   |
| Karl von Hammerstein-Gesmold (de) | 1866–1932  | Administrateur de l'arrondissement de Zeven (de) |                   |
| Richard Herbertz (de)             | 1878–1959  | Professeur de philosophie à l'université de Berne |                   |
| Ernst vom Hofe (de)               | 1905–1977  | Ministre délégué, directeur à la Banque mondiale et ses filiales |                   |
| Willi Huber (de)                  | 1879–1957  | Directeur général et président du conseil d'administration de la Gelsenkirchener Bergwerks-AG, président puis président d'honneur du conseil consultatif de Raab Karcher GmbH |                   |
| Wilhelm Ferdinand Kalle           | 1870–1954  | Chimiste, industriel et homme politique, député du Reichstag |                   |
| Peter Klemm (de)                  | 1928–2008  | participe à la réunification en tant que secrétaire d'État au ministère fédéral des Finances                                                                                  |                   |
| Wilhelm Herbert Koch (de)         | 1905–1983  | journaliste et écrivain, créateur de Kumpel Anton (de) |                   |
| Adolf Krazer (de)                 | 1858–1926  | Mathématicien | Adolf Krazer      |
| Georg Kroenig (de)                | 1856–1911  | Professeur de médecine interne |                   |
| Wilhelm von Kuhlmann (de)         | 1879–1937  | Envoyé en Amérique centrale et en Irlande |                   |
| Friedrich Landfried (de)          | 1884–1952  | Secrétaire d'État au ministère de l'Économie du Reich, sénateur honoraire de l'université de Heidelberg                                                                       |                   |
| Fritz Lentze (de)                 | 1861–1945  | Fonctionnaire ministériel, président du sénat au tribunal économique du Reich                                                                                                 |                   |
| Otto Leverkus (de)                | 1856–1934  | Entrepreneur en chimie |                   |
| Otto Leverkus junior (de)         | 1883–1957  | Entrepreneur en chimie |                   |
| Otto Lucius von Ballhausen (de)   | 1867–1932  | Administrateur de l'arrondissement de Weißensee (de) |                   |
| Alfred Mannesmann (de)            | 1859–1944  | Industriel |                   |
| Hans Gerald Marckwald (de)        | 1878–1965  | Diplomate, envoyé à La Paz, Bolivie |                   |
| Peter Matthiessen (de)            | 1907–1995  | Administrateur de l'arrondissement d'Eckernförde (de) et de Steinburg |                   |
| Friedrich von Moltke              | 1852–1927  | Haut président de la province du Schleswig-Holstein, ministre d'État prussien de l'Intérieur, député de la chambre des seigneurs de Prusse                                    |                   |
| Louis Mürset (de)                 | 1857–1921  | Secrétaire général et président de la direction d'arrondissement des Chemins de fer fédéraux (CFF)                                                                            |                   |
| Josef Neven DuMont (de)           | 1857–1915  | Éditeur |                   |
| Georg Nirrnheim (de)              | 1877–1935  | Fonctionnaire d'administration prussien, administrateur de l'arrondissement de Gersfeld                                                                                       |                   |
| Adolf Pauli                       | 1860–1947  | Diplomate |                   |
| Theodor Pieschel (de)             | 1877–1960  | Administrateur des arrondissements de Lehe (de) et Neuhaldensleben, député du parlement provincial de Hanovre (de)                                                            |                   |
| Albert Plate (de)                 | 1873–1908  | Administrateur de l'arrondissement de Fallingbostel (de) |                   |
| Ernst Poensgen (de)               | 1871–1949  | Entrepreneur et mécène de la ville de Düsseldorf |                   |
| Erich tho Rahde (de)              | 1875–1927  | Juriste bancaire, fonctionnaire VAC |                   |
| Ernst von der Recke (de)          | 1858–1939  | Administrateur de l'arrondissement d'Eckernförde (de) |                   |
| Heinrich Richter-Brohm (de)       | 1904–1994  | Président du conseil d'administration de BMW AG |                   |
| Hans-Achim Roll (de)              | né en 1942 | Directeur ministériel à la Chancellerie fédérale |                   |
| Wilhelm Runtsch (de)              | 1921–1977  | Député du parlement de l'État de Hesse et maire de la ville de Lahn |                   |
| Heinrich Schellen (de)            | 1877–1939  | Directeur ministériel, président du Sénat à la Cour administrative supérieure de Prusse                                                                                       |                   |
| Ernst August Schwebel (de)        | 1886–1955  | Juge au tribunal administratif du Reich |                   |
| Hans-Joachim Schweitzer (de)      | 1928–2007  | Pharmacien et paléobotaniste |                   |
| Gustav Simon (de)                 | 1878–1962  | Administrateur de l'arrondissement d'Heiligenbeil, directeur du tribunal administratif à Königsberg                                                                           |                   |
| Hermann Sommer (de)               | 1882–1980  | Président du tribunal administratif du Reich |                   |
| Karl von Starck (de)              | 1867–1937  | Commissaire d'État |                   |
| Heinrich Stilling (de)            | 1853–1911  | Pathologiste à Lausanne |                   |
| Heinrich Thon (de)                | 1872–1939  | Haut président de la province du Schleswig-Holstein |                   |
| Alfred Vogel (de)                 | 1875–1938  | Directeur de la Cour des comptes de l'Empire allemand |                   |
| Hermann Wätjen (de)               | 1876–1944  | Juriste |                   |
| Carl von Wangenheim (de)          | 1860–1931  | Administrateur de l'arrondissement de Diepholz (de) et d'Osnabrück |                   |
| Ottomar Weber (de)                | 1860–1928  | Directeur de l'arrondissement d'Altkirch (de) et de arrondissement de Ribeauvillé (de)                                                                                        |                   |
| Max von Zeppelin (de)             | 1856–1897  | Zoologiste, explorateur |                   |